# کالت (عمل مذهبی)

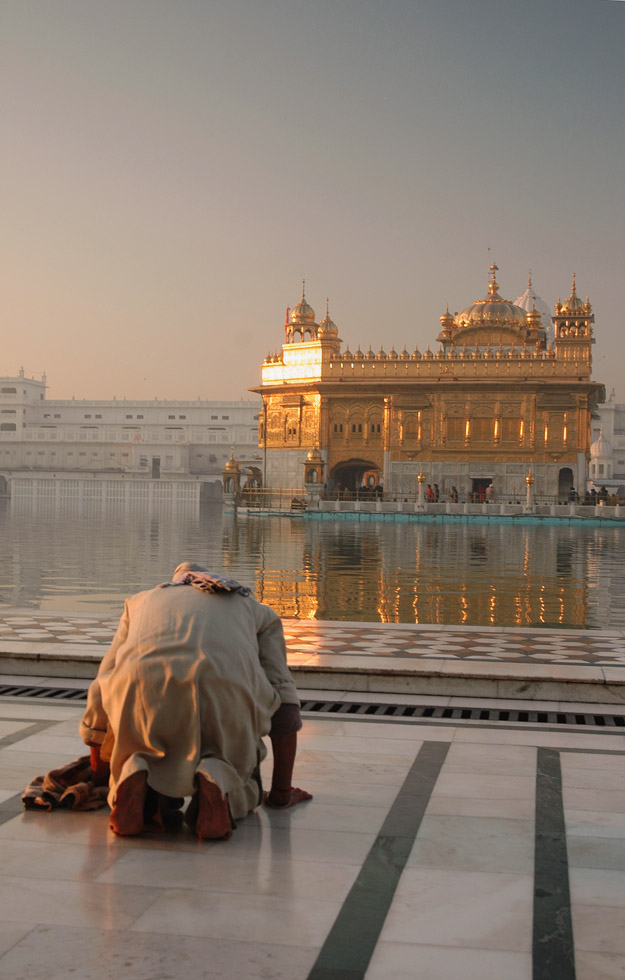
یک فرد معتقد به یک فرقه

کالت یا فرقه  مراقبت و توجهی است که نسبت به خدا یا خدایان در معابد، زیارتگاه‌ها یا صومعه‌ها انجام می‌شود و در آیین و مراسم تجسم یافته‌است. حضور کنونی یا سابق آن در پرستشگاه، زیارتگاه‌ها و کلیساها و تصاویر فرقه یا بت (الوهیت)، از جمله ودیعه نذری در مکان‌های نذری بتنی دیده می‌شود.
پرستش یک خدای خاص، مانند ایزیس، در دین مصر باستان «فرقه یا کالت» نامیده می‌شود.